# ابتکار سلامت زنان

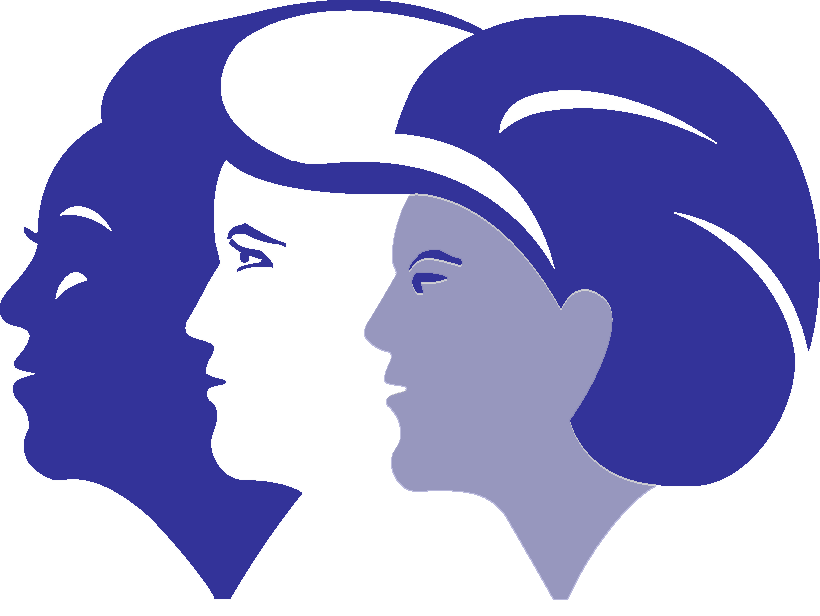
لوگوی ابتکار سلامت زنان (WHI)

ابتکار سلامت زنان (انگلیسی: Women's Health Initiative) مجموعه‌ای از مطالعات بالینی بود که توسط مؤسسه ملی سلامت ایالات متحده (NIH) در سال ۱۹۹۱ برای رسیدگی به مسائل بهداشتی مهمی که باعث عوارض و مرگ‌ومیر در زنان یائسه می‌شوند، آغاز شد. این شامل سه کارآزمایی بالینی (CT) و یک مطالعه مشاهده ای (OS) بود. به‌طور خاص، کارآزمایی تصادفی کنترل‌شده طراحی و تأمین مالی شدند که به بیماری قلبی-عروقی، سرطان و پوکی استخوان پرداختند.
به‌طور کلی، WHI بیش از ۱۶۰,۰۰۰ زن یائسه ۵۰ تا ۷۹ ساله (در زمان ثبت نام در مطالعه) را در طی ۱۵ سال ثبت نام کرد، که آن را به یکی از بزرگ‌ترین مطالعات پیشگیری در نوع خود با بودجه ۶۲۵ میلیون دلار تبدیل کرد. یک تجزیه و تحلیل در سال ۲۰۱۴ برآورد کرد بازده اقتصادی خالص سرمایه‌گذاری که فقط روی بازوی استروژن به اضافه پروژسترون در آزمایش هورمونی متمرکز بود ۳۷٫۱ میلیارد دلاراست. این یک مورد قوی برای ادامه استفاده از این نوع از مطالعات جمعیتی بزرگ و با بودجه عمومی ارائه کرد. در سال‌های پس از ابتکار سلامت زنان، مطالعات، کاهش نرخ سرطان سینه را در زنان یائسه نشان داده‌است که به کاهش استفاده از درمان جایگزینی هورمون نسبت داده می‌شود.
با این حال، تفسیر اولیه و ارتباطات در مورد یافته‌های مطالعات مورد انتقاد شدید قرار گرفته‌است، زیرا نتوانسته ‌است توضیح دهد که مطالعات مربوط به زنان ۶۰ ساله یا بالاتر (میانگین سن ۶۳ سال) بوده‌است. این بدان معناست که زنان در دهه ۵۰ خود که تمایل به سلامت بیشتری دارند (و علائم یائسگی بیشتری دارند)، کمتر حضور داشتند. هورمون درمانی سیستمیک از زمان انتشار نتایج ابتکار سلامت زنان در بین زنان ایالات متحده به‌طور چشمگیری کاهش یافته‌است، زیرا این یافته‌ها در تصمیمات درمانی برای زنان ۴۰ و ۵۰ ساله که علائم ناراحت‌کننده وازوموتور دارند به اشتباه استفاده می‌شود.

## انگیزه مطالعه گسترده سلامت زنان
در دهه ۱۹۸۰، آشکار شد که تحقیقات زیست‌پزشکی گذشته به‌طور نامتناسبی بر روی مردان سفیدپوست متمرکز شده بود، و اغلب از مطالعات پیشگیری و درمان بیماری‌هایی که در زنان و اقلیت‌ها منحصر به فرد هستند یا در میان اقلیت‌ها شایع‌تر هستند، غفلت می‌کردند. در سال ۱۹۸۵، گروه ویژه خدمات بهداشت عمومی در مورد مسائل مربوط به سلامت زنان توصیه‌هایی را صادر کرد که تحقیقات زیست پزشکی و رفتاری باید گسترش یابد تا بیماری‌ها و شرایطی را که در بین زنان در همه گروه‌های سنی شناسایی شده‌است، فراهم کند. در سال ۱۹۸۶، مؤسسه ملی سلامت توصیه‌هایی مبنی بر اینکه زنان در تمام مطالعات تحقیقاتی گنجانده شوند، صادر کرد. برای ترویج بیشتر مطالعه زنان، در سال ۱۹۹۰، مؤسسه ملی سلامت دفتر تحقیقات در مورد سلامت زنان را ایجاد کرد.
با این حال، در سال ۱۹۹۰، گزارشی توسط اداره حسابداری عمومی (GAO) به درخواست گروه کنگره در مورد مسائل زنان منتشر شد که بیان می‌کرد این سیاست مؤسسه ملی سلامت به اندازه کافی برای درخواست‌های کمک هزینه تحقیقاتی اعمال نمی‌شود. در نتیجه، در آغاز در سال ۱۹۹۱، مؤسسه ملی سلامت سیاستی را تقویت کرد که به جای توصیه، شامل کردن زنان در تحقیقات بالینی (در صورت لزوم) به منظور به دست آوردن بودجه، نیاز باشد.
این تغییرات در نگرش‌ها و سیاست‌های اجتماعی در قبال تحقیقات سلامت زنان، علاوه بر این نشان داد که چنین مطالعه بزرگی نه تنها امکان‌پذیر است، بلکه می‌تواند از نظر اقتصادی نیز انجام شود، لذا باعث پیشرفت ابتکار سلامت زنان شد.

## سوابق مطالعه کارآزمایی سلامت زنان و امکان‌سنجی مطالعه در مقیاس بزرگ
در میان زنان یائسه، بیماری‌های قلبی عروقی، سرطان و پوکی استخوان از علل اصلی مرگ و میر و همچنین اختلال در کیفیت زندگی هستند. در میان زنان در تمام گروه‌های سنی، سرطان و بیماری‌های قلبی عروقی علل اصلی مرگ و میر هستند. از آنجایی که میزان بروز این بیماری‌ها با توجه به سن افزایش می‌یابد، زنان بالای ۵۰ سال بیشتر بار بیماری را تحمل می‌کنند.
به‌طور کلی پذیرفته شده بود که کمبود استروژن پس از یائسگی ممکن است در این عوارض نقش داشته باشد و مداخلات غذایی، رفتاری و دارویی ممکن است از پیشرفت آنها جلوگیری کند. با این حال، این یافته‌ها تنها بر اساس مطالعات مشاهده ای اپیدمیولوژیک شناسایی شدند. چنین مداخلاتی نیاز به آزمایش از طریق کارآزمایی‌های بالینی دارد، قبل از اینکه آنها، همراه با طیف کاملی از خطرات و مزایای آنها، به عنوان مبنایی برای تنظیم خط مشی بهداشت عمومی و ایجاد دستورالعمل‌های پیشگیری مورد استفاده قرار گیرند.
با این حال، نگرانی‌هایی در مورد امکان‌سنجی چنین کارآزمایی بالینی پیچیده در میان شرکت‌کنندگان در این جمعیت‌شناسی زنان مسن‌تر وجود داشت، به‌ویژه با توجه به استخدام کافی و پایبندی به رژیم‌های غذایی و هورمون درمانی.
در سال ۱۹۸۷، مؤسسه ملی سلامت مداخله پس از یائسگی استروژن/پروژستین (PEPI) را تأمین مالی کرد. این کارآزمایی ۸۷۵ زن را دنبال کرد که تحت درمان با استروژن، استروژن و پروژسترون، یا دارونما قرار گرفتند، و - حتی در اوایل مطالعه - هم بکارگیری موفقیت‌آمیز و هم حفظ/پایبندی شرکت‌کننده در یک محیط هورمون‌درمانی (HT) را نشان دادند. بسیاری از روش‌های عملیاتی PEPI، از جمله دوز داروی مورد مطالعه، در کارآزمایی بالینی بزرگتر ابتکار سلامت زنان حفظ شدند.
در سال ۱۹۸۴، مؤسسه ملی سلامت بودجه ای را برای یک مطالعه امکان‌سنجی مربوط به رعایت رژیم غذایی، که توسط کارآزمایی سلامت زنان (WHT) انجام شد، فراهم کرد. کارآزمایی سلامت زنان، که در سال ۱۹۸۶ آغاز شد و شامل ۳۰۳ زن بود که به‌طور تصادفی در گروه‌های مداخله غذایی و کنترل قرار گرفتند، نتایجی را نشان داد که بر اساس پرسشنامه‌های دریافت غذا و یافته‌های آزمایشگاهی بالینی درجه بالایی از پایبندی را نشان می‌دهد. کارآزمایی سلامت زنان کارآزمایی کامل خود را ادامه نداد، زیرا بودجه بیشتری از مؤسسه ملی سلامت بر اساس ناتوانی بالقوه مطالعه برای آزمایش فرضیه در گروه بزرگتری از زنان به آن تعلق نگرفت. با این حال، در سال ۱۹۹۰، علاقه به تأثیر رژیم غذایی بر سرطان و بیماری‌های قلبی عروقی در زنان تجدید شد و کارگاه مشترک مؤسسه ملی سرطان (NCI) و مؤسسه ملی قلب، ریه و خون (NHLBI) به این نتیجه رسید که یک رژیم غذایی در مقیاس کامل آزمایش، با تمرکز بر این دو بیماری، ضروری بود.

### اعلام برنامه‌ریزی مطالعات

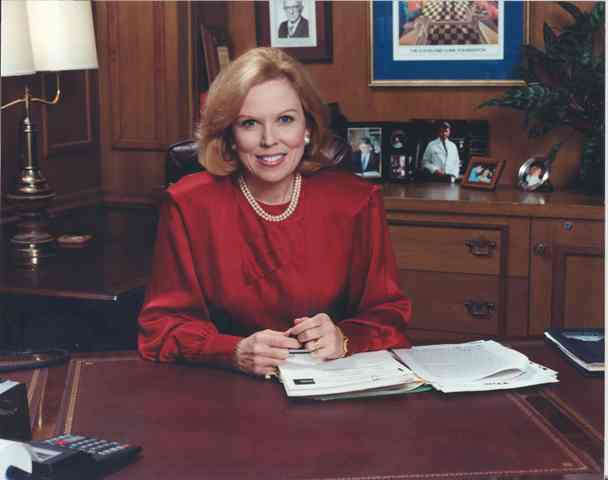
برنادین هیلی، مدیر وقت مؤسسه ملی سلامت

در ۱۹ آوریل ۱۹۹۱، دکتر برنادین هیلی، که به تازگی به عنوان اولین مدیر زن مؤسسه ملی سلامت منصوب شده بود، برنامه خود را برای ابتکار سلامت زنان اعلام کرد. برنامه‌ریزی برای مطالعه WHI CT/OS در همان سال آغاز شد. به منظور ارتقای همکاری بین نهادی و جلوگیری از اتلاف بودجه برای سایر مطالعات مرتبط با سلامت زنان، بودجه درخواست شد و مستقیماً از کنگره در قالب یک ردیف گسسته با بودجه پیش‌بینی شده ۶۲۵ میلیون دلاری با از عمر مطالعه بیش از ۱۵ سال.
مؤسسه ملی سلامت، نقش مرکز هماهنگی بالینی (CCC) را به مرکز تحقیقات سرطان فرد هاچینسون (FHCRC) واقع در سیاتل، واشینگتن اعطا کرد. مسئولیت‌های مرکز هماهنگی بالینی شامل هماهنگی ۴۰ کلینیک مطالعاتی که در نهایت زنان را در سراسر کشور استخدام می‌کردند و همچنین اطمینان از پایبندی مداوم آنها به طرح و دستورالعمل‌های مطالعه بود.